# Karl Kohaut
Karl Ignaz Augustin Kohaut (Viena, 26 de agosto de 1726 – 6 de agosto de 1784) fue un intérprete de laúd, violín,  compositor y diplomático de familia checa, considerado junto con Bernhard Joachim Hagen uno de los más improtantes compositores para laúd del barroco tardío. 
Hijo de Jakob Kohaut, músico de la corte del príncipe Adam von Schwarzenberg, ingresó al servicio civil en 1756 o 1757, y acompañó a José II a su coronación en Fráncfort en 1764. En el mismo año acompañó al conde Kaunitz a París, y para 1778 ya era secretario de la corte.

## Obra musical
En 1761 publicó su primer trabajo en Leipzig, un divertimento para laúd, dos violines y bajo continuo.  Dedicó dos cantatas en honor del emperador José II, por entonces Archiduque de Austria, que visitaba la Abadía de Melk. Participó de los conciertos dominicales organizados por Gottfried van Swieten, donde se interpretaban composiciones de Haydn y Mozart. 
Falleció soltero el 6 de agosto de 1784 en Viena. 